# 堂上まさ志
堂上 まさ志（どのうえ まさし、本名：小杉 義昭、1947年11月23日 - ）は、日本の漫画家。新潟県佐渡郡出身で血液型はB型。

## 経歴
1981年、『マルユウ親衛隊』が第16回週刊少年チャンピオン新人まんが賞最終選考候補作品となるが選外。1982年、『月刊少年チャンピオン』（秋田書店）3月号に掲載された『でっかく大志』でデビュー。
『プレイコミック』（秋田書店）に連載された代表作『銀玉マサやん』は単行本22巻に及ぶ長期間の連載となり、パチンコ漫画の先駆けとなった。また同作は実写映画・OV化もされた。その他、『銀玉命!銀次郎』も1990年代初期から現在まで『漫画パチンカー』（白夜書房）で連載を続けており、OV化も果たしている。
『銀玉命!銀次郎』の他にも、『漫画パチンコ大連勝』（日本文芸社）にて、『マサやんのオススメ銀玉道場』を連載中である。

## 作品リスト
- 燃えろ!一歩（週刊少年チャンピオン、秋田書店、全6巻）
- ガッタレ!塁（月刊少年チャンピオン、秋田書店、全1巻）
- ワンツー!シュート（月刊少年チャンピオン、秋田書店）
- 信天翁一発!（プレイコミック、秋田書店）
- 男一発!あほう鳥（プレイコミック、秋田書店）
- トラブル童児（コミックボンボン、講談社）
- 銀玉マサやん（プレイコミック、秋田書店、全22巻）
- 浪漫街（週刊漫画ゴラク、日本文芸社）
- 銀玉命!銀次郎（連載中、パチンカーワールド→漫画パチンカー、白夜書房→ガイドワークス）
- マサやんの波理論（パチンコフィーバー、一水社）
- マサやんのオススメ銀玉道場（連載中、漫画パチンコ大連勝、日本文芸社）